# 素桜神社
素桜神社（すざくらじんじゃ）は、長野県長野市泉平にある神社。境内の一本桜は「素桜神社の神代ザクラ」として国の天然記念物に指定されている。

## 概要

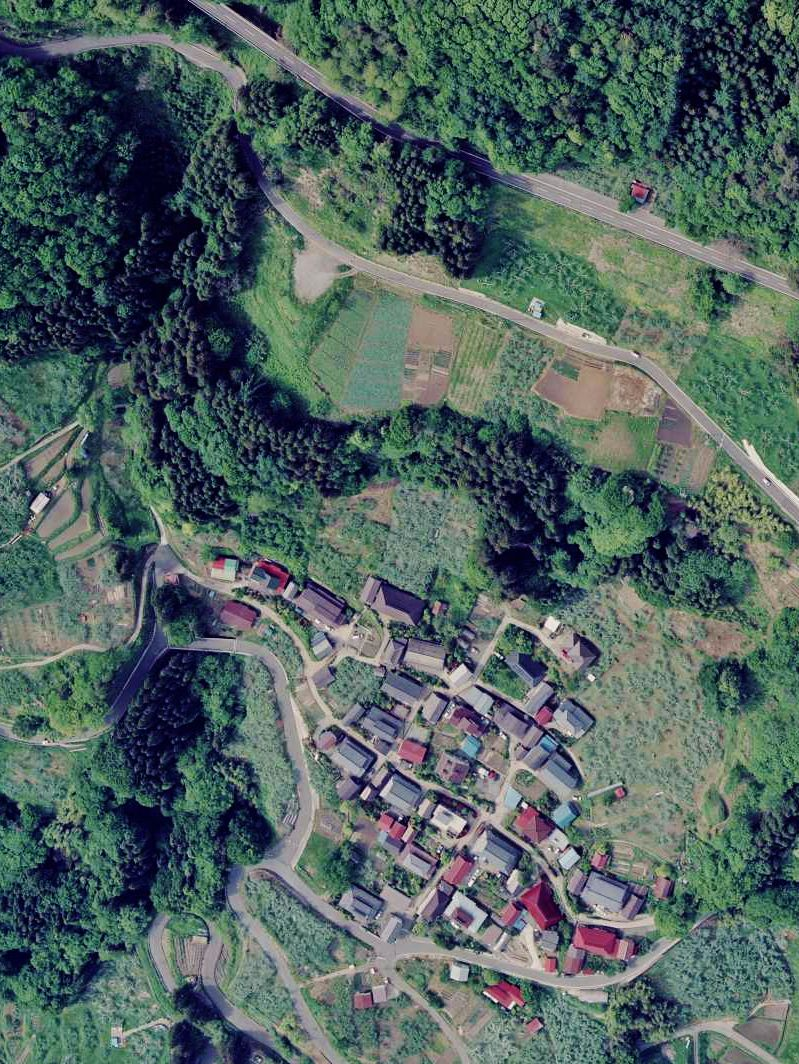
泉平集落
北側を戸隠バードラインが通る。

長野市芋井地区泉平集落の中ほど、西方に位置する。裾花渓谷の上部、西南方向を向いた斜面の小さな台地にある。山中にありながらも、北側の山を背にしており、風当たりは少ない。
神社の名称については、古代神々が各国に賜り育てるよう命じた桜のうち、この芋井の桜だけが生き残ったので「神様から戴いた一番はじめの桜」であるから「素桜」（もとはな）と呼ぶという言い伝えや、桜の精が「この桜は日本の桜の一番素（もと）になる桜だから『素桜』と呼ぶ」と語ったという言い伝えがある。

## 素桜神社の神代ザクラ
境内にあるエドヒガン（アズマヒガン）の巨樹。根回り約9メートル、目通り周囲11.3メートルで、推定樹齢は約1200年。下方より3本の枝幹が分かれており、1936年（昭和11年）発行の『天然紀念物調査報告』によると基部の周囲長は中央のものが5.9メートル、西南のものが約3.9メートル、東南のものが約3.32メートルである。また、根元からの枝張は、東に約5.35メートル、西に5.3メートル、南に6.6メートル、北に5.3メートルである。
伝承ではスサノオが当地で休んだとき、手にしていた桜の木の杖を池辺に差したところ、それが大きく成長したものとされる。1935年（昭和10年）12月14日付けで日本の天然記念物に指定。先に天然記念物に指定されていた山高神代桜（山梨県北杜市）や淡墨桜（岐阜県本巣市）、伊佐沢の久保ザクラ（山形県長井市）とは同種にして、これらに匹敵する巨樹である。
大正時代の風害で南側の幹が損傷し、残る2本の幹も支柱を必要とするほど衰弱していたため、1992年（平成4年）に樹木医を招き、若返りを図っている。

## 交通アクセス
公共交通機関
JR・長野電鉄長野駅からアルピコ交通の路線バス（川中島バス）71 バードライン経由戸隠線に乗車し約30分間、「荒安」バス停で下車、のち徒歩30分間。
その他、神社周辺には「坂額」バス停もあり、こちらは長野駅からアルピコ交通バス（川中島バス）73 県道戸隠線にて路線バスが運行されている。
自家用自動車
上信越自動車道・長野インターチェンジから17キロメートル、車で40分間。駐車場はない。

## 素桜神社に関連する作品
- 『素桜』 - 観世清廉の謡曲。1898年（明治31年）の作品[4]。
- 『素桜神社の神代桜』 - 中島千波の絵画。1996年（平成8年）の作品。四曲一隻の屏風で、大きさは175×340センチメートル。長野県上高井郡小布施町、おぶせミュージアム・中島千波館蔵[15]。